# Myojin Tomokazu
Tomokazu Myojin (明神 智和 (Minh-Thần Trí-Hòa) Myōjin Tomokazu, sinh ngày 24 tháng 1 năm 1978 ở Kobe) là một tiền vệ bóng đá Nhật Bản thi đấu cho Nagano Parceiro.

## Sự nghiệp
Anh có 26 lần khoác áo đội tuyển quốc gia Nhật Bản và ghi 3 bàn thắng từ năm 2000 đến năm 2002. Anh thi đấu 3 trận tại Giải vô địch bóng đá thế giới 2002. Anh cũng từng là một phần của đội tuyển Nhật Bản tham dự Thế vận hội Mùa hè 2000.

## Thống kê
Cập nhật gần đây nhất: 1 tháng 1 năm 2018.
| Thành tích câu lạc bộ | Thành tích câu lạc bộ | Thành tích câu lạc bộ | VĐQG         | VĐQG         | Cúp          | Cúp          | Cúp Liên đoàn | Cúp Liên đoàn | Châu lục | Châu lục | Khác1 | Khác1 | Tổng cộng | Tổng cộng |
| Mùa                   | Câu lạc bộ            | Giải                  | Trận         | Bàn          | Trận         | Bàn          | Trận          | Bàn           | Trận     | Bàn      | Trận  | Bàn   | Trận      | Bàn       |
| Nhật Bản              | Nhật Bản              | Nhật Bản              | Giải vô địch | Giải vô địch | Cúp Hoàng đế | Cúp Hoàng đế | J. League Cup | J. League Cup | Châu Á   | Châu Á   |       |       | Tổng cộng | Tổng cộng |
| --------------------- | --------------------- | --------------------- | ------------ | ------------ | ------------ | ------------ | ------------- | ------------- | -------- | -------- | ----- | ----- | --------- | --------- |
| 1996                  | Kashiwa Reysol        | J1 League             | 11           | 0            | 0            | 0            | 2             | 0             | -        | -        | -     | -     | 13        | 0         |
| 1997                  | Kashiwa Reysol        | J1 League             | 13           | 1            | 1            | 0            | 6             | 0             | -        | -        | -     | -     | 20        | 1         |
| 1998                  | Kashiwa Reysol        | J1 League             | 28           | 0            | 2            | 0            | 4             | 1             | -        | -        | -     | -     | 34        | 1         |
| 1999                  | Kashiwa Reysol        | J1 League             | 30           | 1            | 3            | 0            | 4             | 0             | -        | -        | -     | -     | 37        | 1         |
| 2000                  | Kashiwa Reysol        | J1 League             | 29           | 2            | 2            | 0            | 2             | 0             | -        | -        | -     | -     | 33        | 2         |
| 2001                  | Kashiwa Reysol        | J1 League             | 29           | 0            | 1            | 0            | 4             | 0             | -        | -        | -     | -     | 34        | 0         |
| 2002                  | Kashiwa Reysol        | J1 League             | 27           | 1            | 0            | 0            | 1             | 0             | -        | -        | -     | -     | 28        | 1         |
| 2003                  | Kashiwa Reysol        | J1 League             | 29           | 1            | 2            | 1            | 4             | 0             | -        | -        | -     | -     | 35        | 2         |
| 2004                  | Kashiwa Reysol        | J1 League             | 28           | 5            | 0            | 0            | 6             | 0             | -        | -        | -     | -     | 34        | 5         |
| 2005                  | Kashiwa Reysol        | J1 League             | 28           | 1            | 1            | 0            | 4             | 0             | -        | -        | -     | -     | 33        | 1         |
| 2006                  | Gamba Osaka           | J1 League             | 25           | 0            | 5            | 0            | 2             | 0             | 3        | 0        | 1     | 0     | 36        | 0         |
| 2007                  | Gamba Osaka           | J1 League             | 33           | 2            | 2            | 0            | 10            | 0             | -        | -        | 1     | 0     | 46        | 2         |
| 2008                  | Gamba Osaka           | J1 League             | 32           | 3            | 5            | 0            | 4             | 0             | 14*      | 1        | -     | -     | 55        | 4         |
| 2009                  | Gamba Osaka           | J1 League             | 31           | 2            | 5            | 2            | 2             | 1             | 5        | 0        | 1     | 0     | 44        | 5         |
| 2010                  | Gamba Osaka           | J1 League             | 29           | 4            | 3            | 0            | 1             | 0             | 6        | 0        | -     | -     | 39        | 4         |
| 2011                  | Gamba Osaka           | J1 League             | 27           | 2            | 1            | 0            | 0             | 0             | 5        | 0        | -     | -     | 33        | 2         |
| 2012                  | Gamba Osaka           | J1 League             | 31           | 1            | 5            | 1            | 2             | 0             | 5        | 0        | -     | -     | 43        | 2         |
| 2013                  | Gamba Osaka           | J2 League             | 20           | 0            | 1            | 0            | 0             | 0             | 0        | 0        | -     | -     | 21        | 0         |
| 2014                  | Gamba Osaka           | J1 League             | 12           | 0            | 4            | 0            | 5             | 0             | -        | -        | -     | -     | 21        | 0         |
| 2015                  | Gamba Osaka           | J1 League             | 10           | 0            | 1            | 0            | 3             | 0             | 4        | 0        | 2     | 0     | 20        | 0         |
| 2016                  | Nagoya Grampus        | J1 League             | 15           | 0            | 0            | 0            | 3             | 0             | -        | -        | -     | -     | 18        | 0         |
| 2017                  | Nagano Parceiro       | J3 League             | 16           | 0            | 1            | 0            | -             | -             | -        | -        | -     | -     | 17        | 0         |
| Tổng                  | Tổng                  | Tổng                  | 530          | 26           | 45           | 4            | 69            | 2             | 42       | 1        | 4     | 0     | 690       | 33        |

1 = Siêu cúp Nhật Bản và Giải bóng đá vô địch Suruga Bank.

### Giải bóng đá Cúp câu lạc bộ thế giới
| Mùa giải | Đội bóng    | Trận | Bàn |
| -------- | ----------- | ---- | --- |
| 2008     | Gamba Osaka | 3    | 0   |

## Sự nghiệp đội tuyển quốc gia

### Competition
| Giải đấu                       | Team Record |
| ------------------------------ | ----------- |
| Giải vô địch trẻ thế giới 1997 | Tứ kết      |
| Thế vận hội Mùa hè 2000        | Tứ kết      |
| Bản mẫu:AsianCupRosterLink     | Vô địch     |
| Bản mẫu:ConfedCupRosterLink    | Á quân      |
| Bản mẫu:WCSquadLink            | Vòng 16 đội |
| Bản mẫu:ConfedCupRosterLink    | Vòng 1      |

### Số lần ra sân
| Đội tuyển quốc gia Nhật Bản | Đội tuyển quốc gia Nhật Bản | Đội tuyển quốc gia Nhật Bản |
| Năm                         | Số trận                     | Bàn thắng                   |
| --------------------------- | --------------------------- | --------------------------- |
| 2000                        | 9                           | 2                           |
| 2001                        | 7                           | 0                           |
| 2002                        | 10                          | 1                           |
| Tổng                        | 26                          | 3                           |

### Bàn thắng quốc tế
| 1.                                  | 24 tháng 10 năm 2000 | Beirut, Liban      | Iraq       | 4–1 | Thắng | Cúp bóng đá châu Á 2000 Tứ kếts |
| 2.                                  | 26 tháng 10 năm 2000 | Beirut, Liban      | Trung Quốc | 3–2 | Thắng | Bán kết Cúp bóng đá châu Á 2000 |
| 3.                                  | 17 tháng 4 năm 2002  | Yokohama, Nhật Bản | Costa Rica | 1–1 | Hòa   | Giao hữu                        |
| Chính xác as of 6 tháng 11 năm 2016 |                      |                    |            |     |       |                                 |

## Danh hiệu cá nhân
- Đội hình tiêu biểu J. League – 2000

## Danh hiệu
Kashiwa Reysol
- J. League Cup – 1999

Gamba Osaka
- Giải vô địch bóng đá các câu lạc bộ châu Á – 2008
- Pan-Pacific Championship – 2008
- J. League Division 1 - 2014
- Cúp Hoàng đế Nhật Bản – 2008, 2009, 2014, 2015
- J. League Cup – 2007
- Siêu cúp Nhật Bản – 2007, 2015

Japan National Team
- Cúp bóng đá châu Á – 2000